# Vriesea declinata
Vriesea declinata là một loài thuộc chi Vriesea. Đây là loài đặc hữu của Brasil.